# Schlossmühlentalbrücke
Die Schlossmühlentalbrücke bei Neustadt an der Orla im thüringischen Saale-Orla-Kreis ist ein Teil der dortigen Ortsumgehung. Sie befindet sich vollständig in der Gemarkung Kospoda, beginnend am südlichen Stadtrand von Neustadt am Ortsausgang in Richtung Kospoda. Über die Brücke verläuft die Bundesstraße 281, die hier zu einer kreuzungsfreien Kraftfahrstraße ausgebaut ist, mit einem Überholstreifen in Richtung Triptis/Gera. Baubeginn der Schlossmühlentalbrücke war im Dezember 1996. Sie war im Juni 1998 fertiggestellt und wurde, zusammen mit der gesamten Ortsumfahrung, am 2. November 2000 für den Verkehr freigegeben. Auftraggeber war der Freistaat Thüringen bzw. das Straßenbauamt Gera.
Die Brücke zählt mit 360 Metern Länge zu den größten Brückenbauwerken der Ortsumgehung Neustadt an der Orla, zusammen mit der Orlatalbrücke. Sie hat wie die Orlatalbrücke einen parallelgurtigen Überbau. In einer Beschreibung des Bauwerks heißt es:

„Die Brückenpfeiler sind minimiert und stark gegliedert, so dass beim Zusammenspiel von Licht und Schatten attraktive Ansichtsflächen entstehen.“

Um die Transparenz zu erhöhen, wurden hier Einzelpfeiler in U-Form gewählt.
Die Brücke überquert den Kospodaer Weg, die renaturierte Kospodaer Gamse und die Kreisstraße 211, die von Neustadt nach Kospoda führt. An dieser Straße liegt die namensgebende Schlossmühle. Außerdem überspannt sie den Weg von Burgwitz nach Arnshaugk. An diesem Weg liegt zudem ein kleiner Wanderrastplatz.